# AAA DOME TOUR 2019 +PLUS
『AAA DOME TOUR 2019 +PLUS』（トリプルエー・ドーム・ツアー・2019 プラス）は、日本の音楽グループ・AAAが2020年3月25日にリリースした映像作品。

## 概要
全国4都市9公演で38万人を動員し、AAA過去最大規模となった4大ドームツアー『AAA DOME TOUR 2019 +PLUS』。
そのハイライトとなる12月8日・東京ドーム公演の模様をDVD & Blu-ray化!!!
全26曲のライブ映像に加え、特典映像としてMCとバックステージを追いかけたメイキング映像も収録！

## 収録内容

### Disc1
-LIVE-
1. Sorry, I...
2. DEJAVU
3. SHOW TIME
4. MUSIC!!!
5. Charge & Go!
6. 恋音と雨空
7. Lil' Infinity
8. Winter lander!!
9. 唇からロマンチカ（日高光啓Ver）
10. First Name
11. drama
12. 笑顔のループ
13. LOVER
14. SHOUT & SHAKE
15. No Way Back
16. Next Stage
17. BAD LOVE
18. PARTY IT UP
19. WAY OF GLORY

-Encore-
1. LIFE
2. さよならの前に
3. メドレー (DRAGON FIRE ～ I4U ～ ハリケーン・リリ、ボストン・マリ）
4. GAME OVER?
5. Yell

### Disc2
- 特典映像①
MC1（2019.12.8 東京ドーム公演・LIVE本編）
MC2（2019.12.8 東京ドーム公演・アンコール）
MC3（2019.12.7 東京ドーム公演・アンコール）

### Disc3
- 特典映像②
AAA DOME TOUR 2019 +PLUS -Making Movie-